# Bispira pacifica
Bispira pacifica är en ringmaskart som först beskrevs av Miles Joseph Berkeley 1954.  Bispira pacifica ingår i släktet Bispira och familjen Sabellidae. Inga underarter finns listade i Catalogue of Life.